# Карпницкий замок
Карпницкий замок (пол. Zamek w Karpnikach, нем. Schloss Fischbach, Schloss Vischbach — замок, расположенный в селе Карпники в гмине Мыслаковице Еленегурского повята Нижнесилезского воеводства в Польше, у подножия Крестовой горы в Яновицких Рудавах.

## История

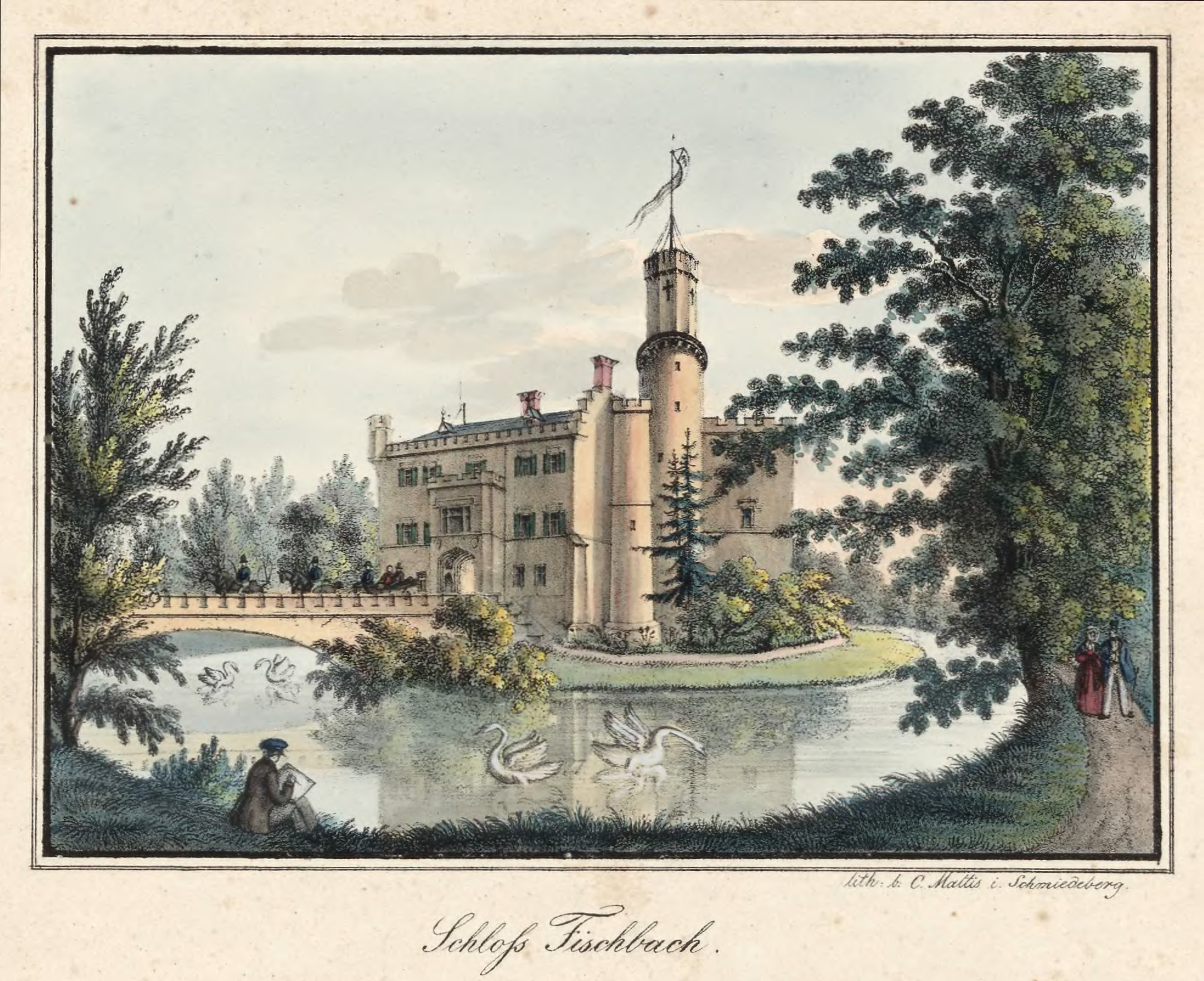
Замок в 1820 году на картине Карла Теодора Маттиса

Первые оборонительные укрепления в Карпниках (в то время —Фишбах) были построены в XIV веке, вероятно, рыцарем Генриком Чирной, владельцем Плонины и Сокольца. В то время замок имел нерегулярную форму и состоял из жилого дома и наружной цилиндрической башни. В документах 1369 года замок упоминается как собственность Клериция Болче. В 1438 году замок приобрел рыцарь Кунче Беелер фон Рихенбах. Через несколько лет имущество перешло в собственность канцлера Свидницко-Яворского княжества Ганса Шофф-Гоча, который также владел Каменицей и замком в Хойнике.
Небольшое здание Каспер Шофф-Гоч расширил в 1475 году. В то время оно состоялр из башни и двух домов, которые были соединены стенами, образуя таким образом замковый двор. Замок располагался на искусственном острове, окруженном рвом. В 1580 году Адам Шофф-Гоч продал Карпники Мельхиора барону Фридриху фон Каниц унд Талевиц. Новый владелец начал полную перестройку замка в ренессансном стиле, и хотя в 1593 году замок пострадал от удара молнии, строительные работы все же были завершены. Во время перестройки на рубеже XVI—XVII веков было возведено новое крыло, восстановили башню и модернизировали интерьер замка. Работы были завершены в 1603 году, о чем свидетельствует дата на одном из существующих доныне порталов. До перестройки замка в неоготическом стиле, в его облик продолжали вносить незначительные изменения, в частности башня получила барочный шлем, а в XVIII веке замковый четырехугольник получил еще один этаж.
В течение всего периода своего функционирования замок часто менял владельцев. Во время Тридцатилетней войны в нем умер Кристоф Фридрих фон Каниц (род) унд Талльвиц, который ранее записал все свое имущество своей жене Лукреции. Она передала его своему дяде Реймару Фридриху фон Винтерфельду. Его вдова передала имущество дочери Елизавете Кристине, баронессе Шонайх Каролат Бейтен, а после ее смерти Карпники получила ее сестра Анна Елизавета. В 1679 году она продала имение Бальтазару Леопольду фон Хайну. Филипп Антони, происходивший из этойго рода, подарил в 1725 году Карпники Францу Вильгельму фон Шаффгочу. После бездетной смерти Франца в 1774 году, имение перешло в собственность государственной казны, а тремя годами позже — цистерцианского монастыря в Кшешуве. Однако уже в 1784 году имение купил барон, а потом граф Фридрих Вильгельм фон Реден ауф Гамельн унд Беннигсен, который через три года продал его прусскому министру по делам Силезии Карлу Георгу Генриху фон Хойму. В 1789 году новым владельцем Карпников стал Каспар барон Конрад фон Зедлиц.
В 1822 году замок выкупил брат прусского короля Фридриха Вильгельма III принц Вильгельм фон Гогенцоллерн, который вскоре приказал осуществить его реконструкцию в стиле английской неоготики. Реконструкция была осуществлена по проекту немецкого архитектора Фридриха Августа Штюлера. Работы начались с закладки романтического парка в английском стиле, в котором размещались разнородные здания, такие как коттедж Марианны, теплица и швейцарский домик. В южной части парка был установлен памятник Архангелу Михаилу.
Когда Карпники принадлежали немецкой правящей семье, здесь было собрано много памятников и был создан музей на первом этаже. В нем были представлены художественные ремесла, скульптуры, коллекции драгоценных камней, старинное оружие и старинные витражи. На первом этаже северного крыла находилась библиотека с богатой коллекцией рукописей. Замок посещали многочисленные гости: немецкая королевская семья, великие княгини Российские Ольга и Александра Федоровны, великий князь Николай (будущий царь), представители аристократии. По случаю их визита здесь устраивались балы, концерты и театральные спектакли.
Во время Второй мировой войны Гюнтер Грундман устроил в замке музейное хранилище, в которое свозились награбленные в оккупированных странах коллекции. Сюда также перевез свою коллекцию произведений искусства из Дармштадта последний владелец Карпника, принц Людвиг фон Гессен унд бай Райн.
Заброшенный в послевоенные годы, замок был отремонтирован в 1962 году и преобразован в летний лагерь. В 1993 году преступники отбили ренессансный надбрамный портал и подготовили его к вывозу. К счастью, это вовремя заметили и портал спасли.
В наше время замок находится в частной собственности. Замок был в очередной раз отреставрирован: отремонтированы фасады и комнаты, потолки. Сейчас здание функционирует как гостиница и ресторан.

## Галерея

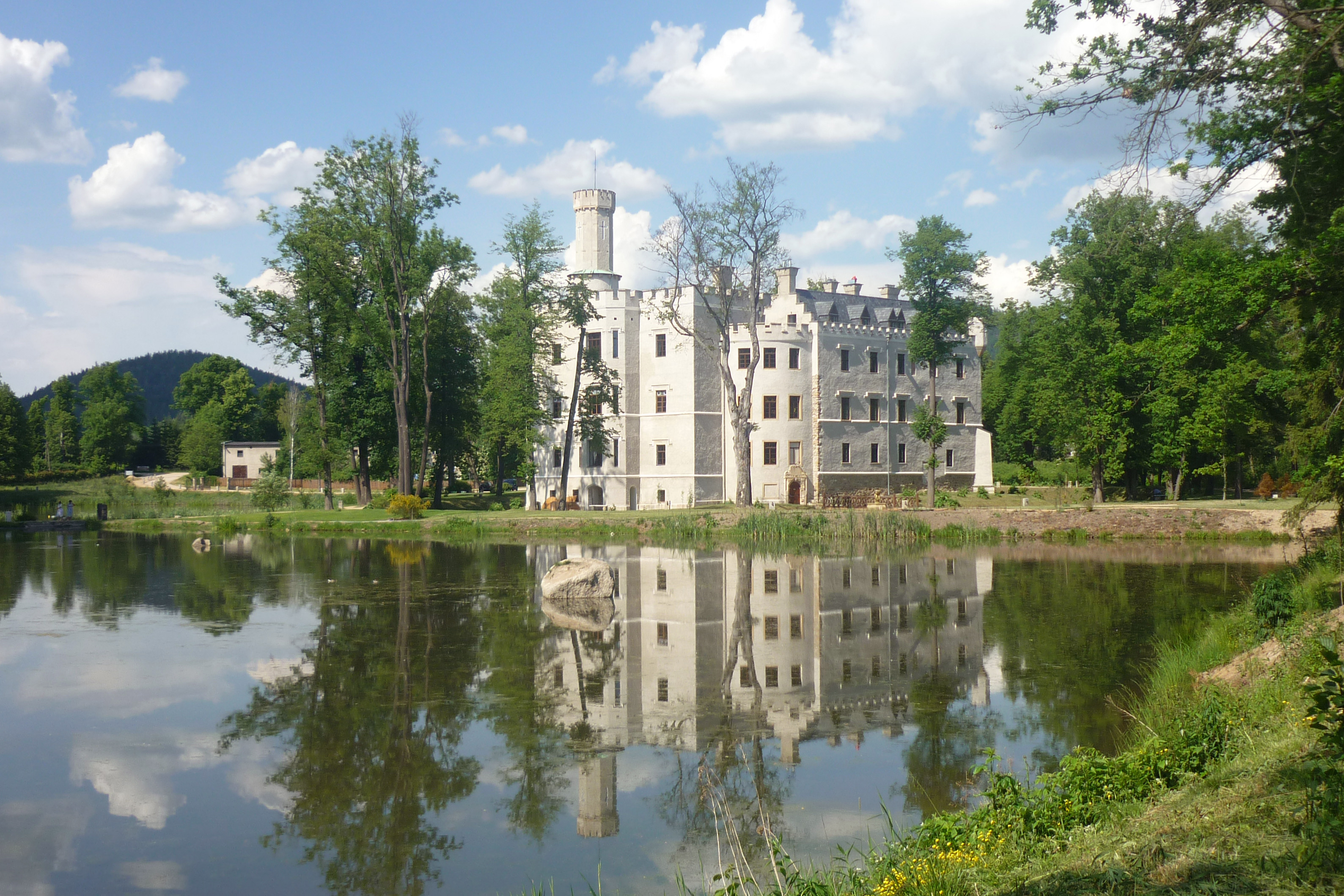
Панорама замка
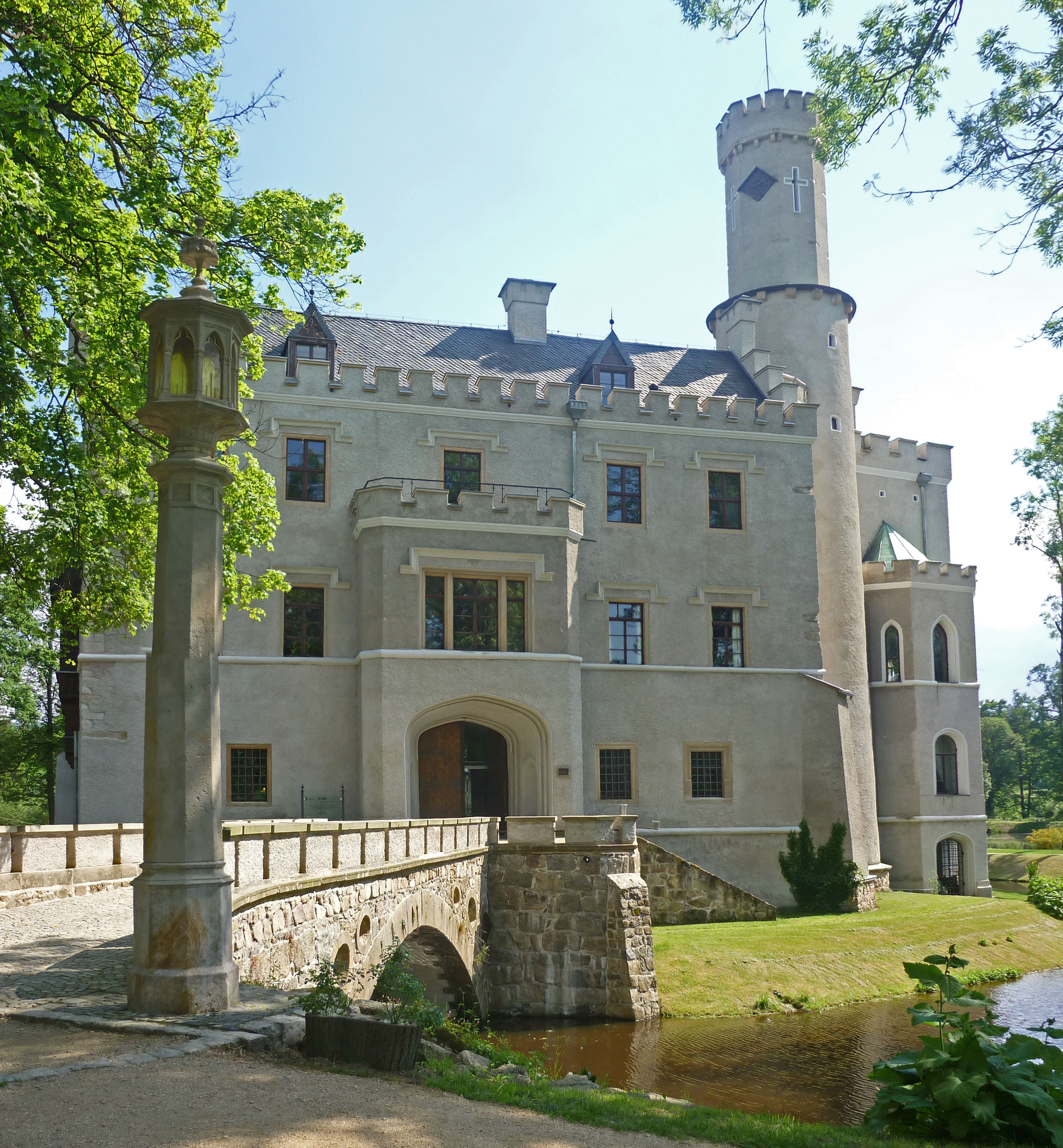
Вид замка
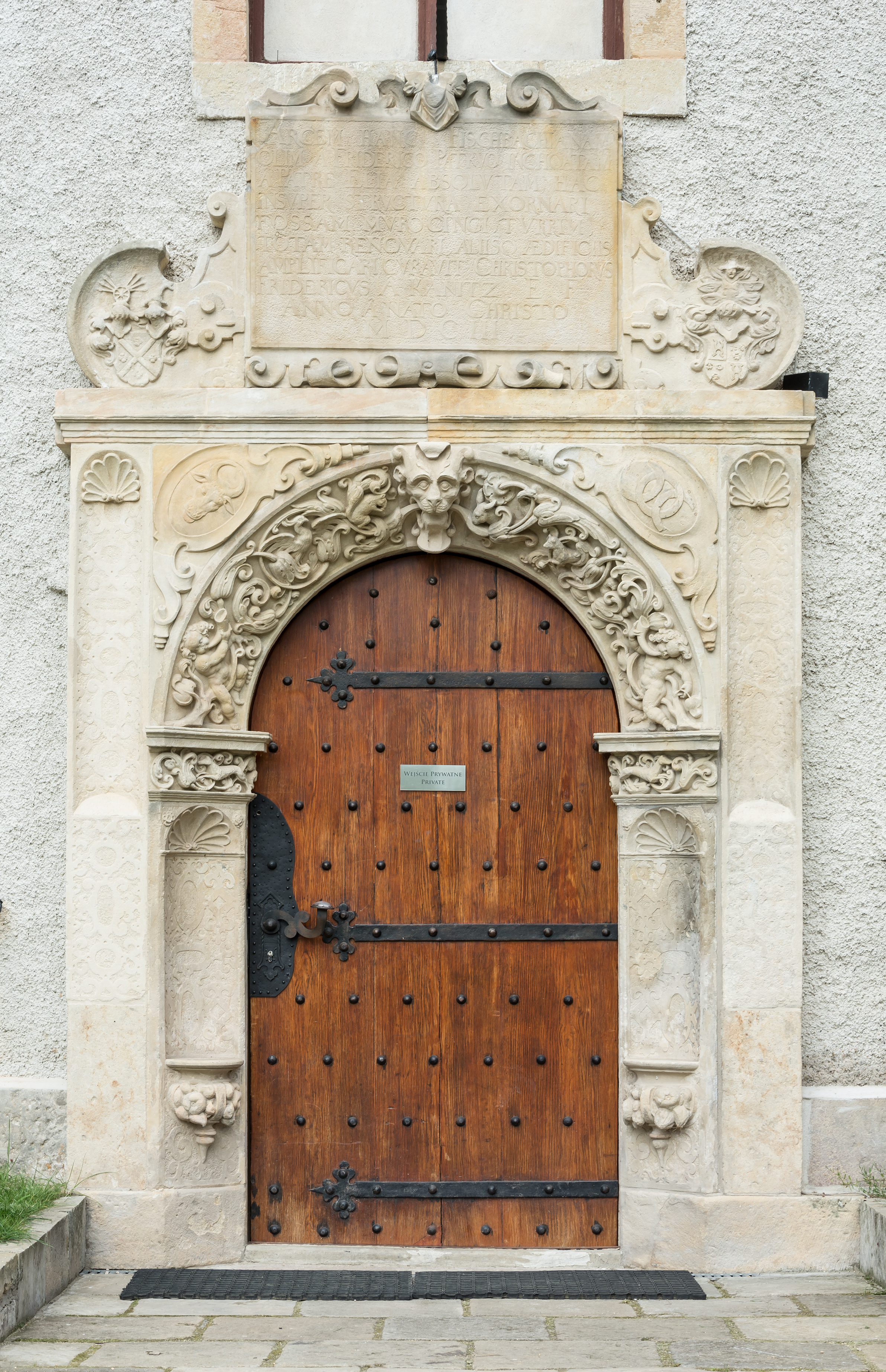
Входной портал